# Literatura en español

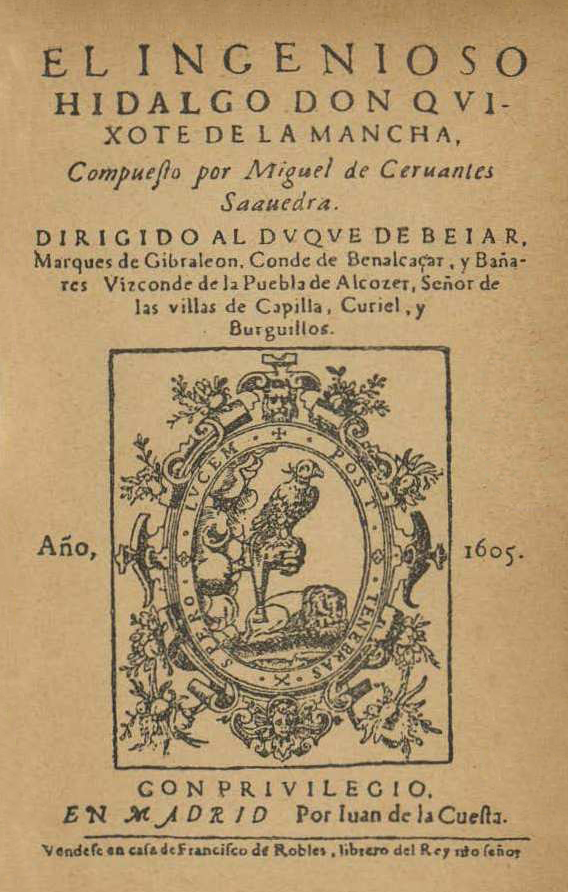
Primera edición de El Quijote (1605).

La literatura en español es la suma de las obras escritas en español o castellano en el conjunto de los países hispanohablantes, entre los que se incluyen aquellos donde el español, a pesar de no ser idioma oficial, es utilizado como lengua literaria, como es el caso de Estados Unidos o  Marruecos. Es una de las más importantes del mundo, no solo porque la lengua en la que se ha escrito y escribe sea una de las más difundidas, sino por la calidad y el volumen de sus aportaciones al elenco de la literatura universal.[cita requerida]

## Rasgos distintivos
Caracteriza a la literatura en español cierta tendencia al realismo, la perduración y vitalidad de la tradición autóctona a través de una riquísima tradición oral (los temas del Romancero y de la épica medieval perduraron en el Siglo de Oro a través del teatro clásico y todavía en la actualidad) y cierta desintonía respecto al resto de las estéticas literarias europeas, creada por la extensión y desarrollo excesivo que tuvo en la tradición hispánica el movimiento conocido como Barroco, que caracteriza la época clásica de la cultura española de la misma manera que el academicismo a la francesa. Por otra parte, la literatura en español ha venido a enriquecerse con todo tipo de tendencias autóctonas nacidas en Hispanoamérica gracias al mestizaje. La tradición de la literatura hispánica es de una complejidad y riqueza difícilmente comparable con otras tradiciones menos respetuosas con la diversidad cultural.[cita requerida]

## Géneros específicos
La literatura en español, posesora de uno de los más ricos acervos del mundo[cita requerida], ha creado géneros originales y específicos narrativos como el romance, los libros de caballerías[cita requerida], la novela sentimental, la celestinesca, la novela picaresca, la novela polifónica, la nivola, fórmulas teatrales como el auto sacramental, el entremés, el esperpento, la tragedia grotesca y la astracanada. Anticipó el simbolismo en la obra de algunos poetas como San Juan de la Cruz y Gustavo Adolfo Bécquer y el parnasianismo en poetas como Luis de Góngora y creó algunas estéticas particulares tales como el Barroco, que aunque originado en Italia se desarrolló en su forma máxima en España, y el Modernismo, primer movimiento de muchos de origen hispanoamericano; maduró los frutos más logrados de la mística europea con la obra de San Juan de la Cruz, tan cercana a veces al Surrealismo y a otras estéticas de Vanguardia.

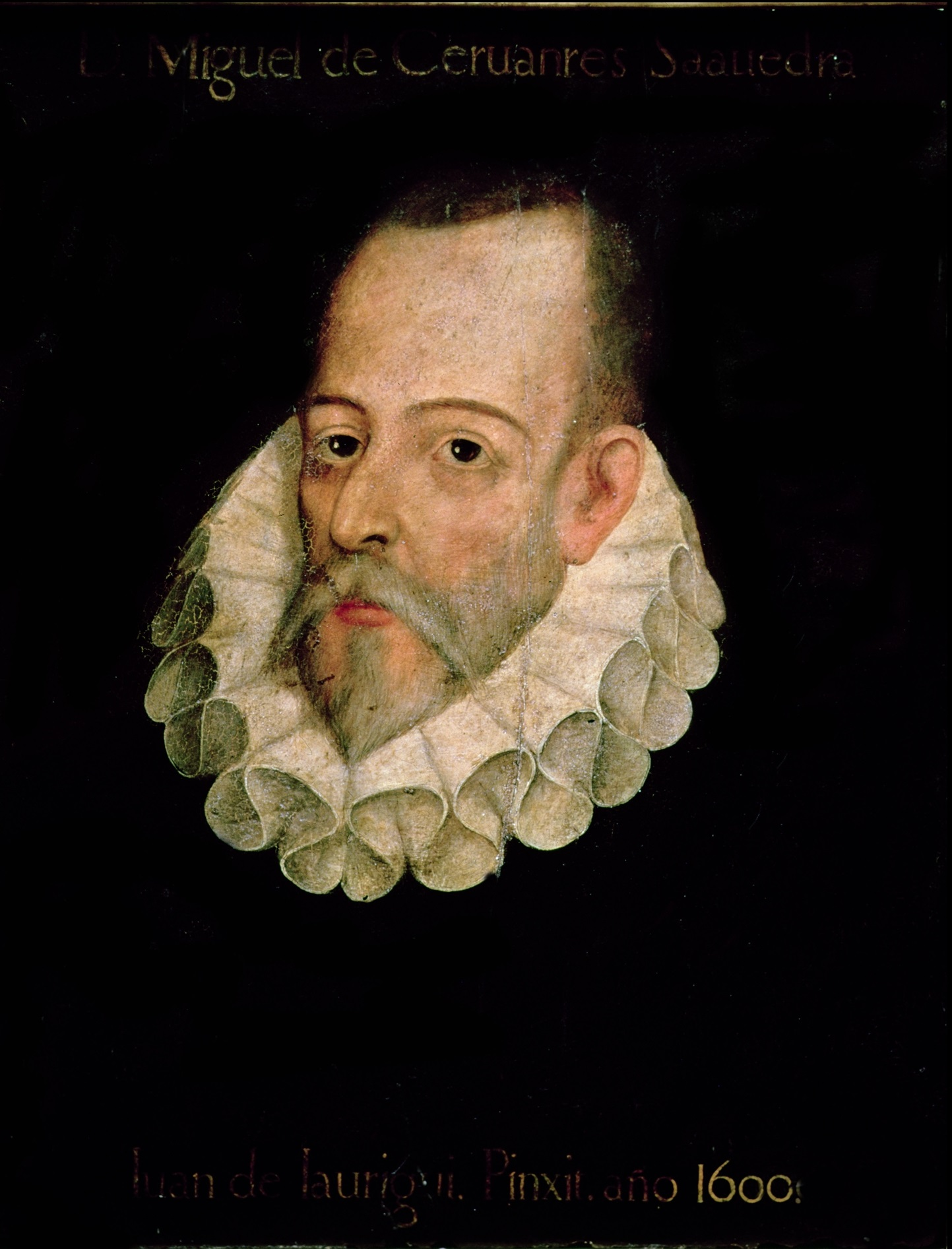
Miguel de Cervantes.

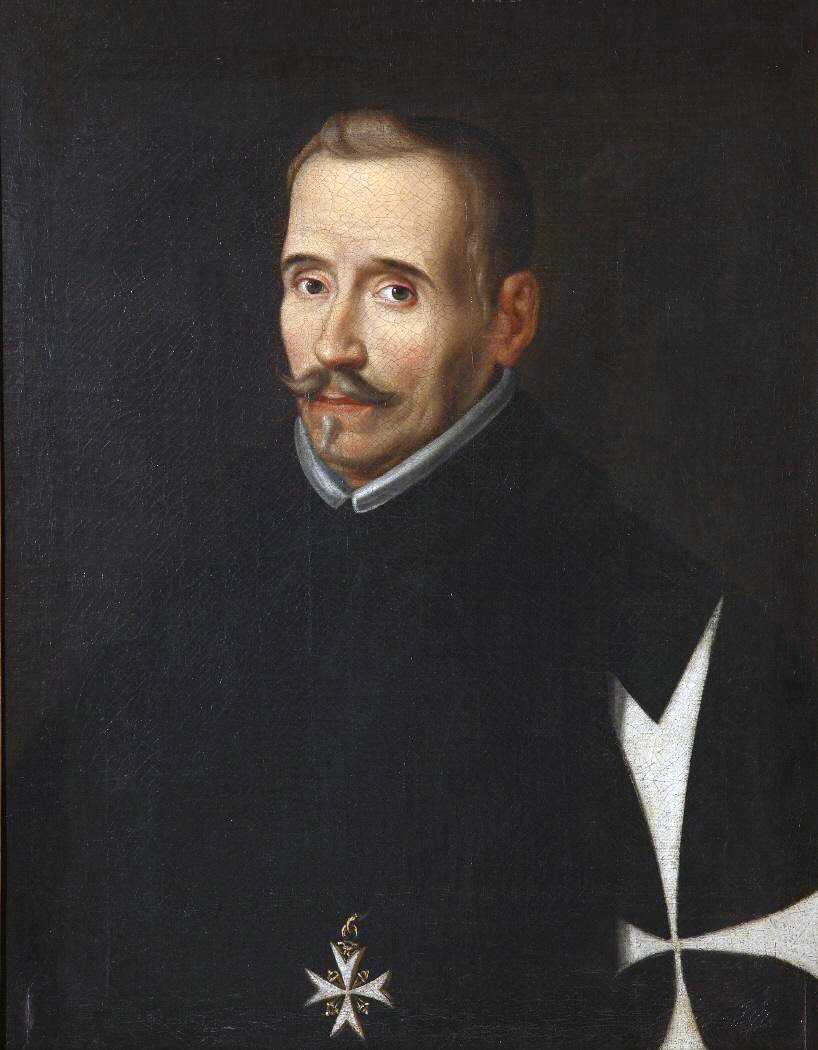
Lope de Vega.

## Obras clásicas
Se consideran obras clásicas de la literatura en castellano: el Cantar de mio Cid, el Romancero, El Libro de Alexandre, los Milagros de Nuestra Señora de Gonzalo de Berceo, el Libro de buen amor, la obra poética de Garcilaso de la Vega, la Historia verdadera de la conquista de la Nueva España de Bernal Díaz del Castillo, La Celestina de Fernando de Rojas, el Lazarillo de Tormes, la obra de San Juan de la Cruz y de Francisco de Aldana, La Araucana de Alonso de Ercilla y el Bernardo del Carpio de Bernardo de Balbuena, el Guzmán de Alfarache de Mateo Alemán, las Novelas ejemplares y el Don Quijote de la Mancha de Miguel de Cervantes, una veintena de comedias (El caballero de Olmedo, El castigo sin venganza, Peribáñez y el Comendador de Ocaña, etc.), La Dorotea y la poesía lírica de Lope de Vega; la poesía metafísica y amorosa, el Marco Bruto, los Sueños y Providencia de Dios de Francisco de Quevedo; las Soledades, el Polifemo, los romances, las letrillas y los sonetos de Luis de Góngora; la lírica en arte menor y los sonetos del Conde de Villamediana; la Epístola moral a Fabio; El Criticón de Baltasar Gracián, la poesía de Sor Juana Inés de la Cruz, unas treinta comedias de Pedro Calderón de la Barca, entre ellas El alcalde de Zalamea, La vida es sueño y El príncipe constante; las Cartas marruecas de José Cadalso, la poesía de José María de Heredia, José Martí y Julián del Casal; la poesía de José Asunción Silva, la obra entera de Gustavo Adolfo Bécquer; el Don Juan Tenorio de José Zorrilla; Peñas arriba de José María de Pereda; Pepita Jiménez y el Epistolario de Juan Valera; La novela de un novelista de Armando Palacio Valdés; Los Episodios Nacionales, Doña Perfecta, Misericordia y Fortunata y Jacinta de Benito Pérez Galdós; La Regenta y los cuentos de Leopoldo Alas Clarín; la Historia de los heterodoxos españoles de Marcelino Menéndez Pelayo; el Martín Fierro de José Hernández; las Memorias de un hombre de acción y algunas novelas sueltas (César o nada, Camino de Perfección, El árbol de la ciencia) de Pío Baroja; A fuego lento de Emilio Bobadilla; la poesía, Niebla y San Manuel Bueno, mártir de Miguel de Unamuno; el teatro de Ramón María del Valle-Inclán; Flor de greguerías de Ramón Gómez de la Serna; Espacio y una antología de la poesía de Juan Ramón Jiménez, Manuel Machado, Vicente Aleixandre, Federico García Lorca, Luis Cernuda, Jaime Gil de Biedma y Ángel Crespo; Historia de una escalera, La fundación y Las meninas de Antonio Buero Vallejo; San Camilo 1936 de Camilo José Cela; Crónica del Alba de Ramón J. Sender; La forja de un rebelde de Arturo Barea; La voluntad, Antonio Azorín y Las confesiones de un pequeño filósofo de Azorín; la poesía y los ensayos de Octavio Paz; Cien años de soledad, El otoño del patriarca y el resto de la obra de Gabriel García Márquez; El siglo de las Luces de Alejo Carpentier; Rayuela, cuentos e Historias de cronopios y de famas de Julio Cortázar; la poesía completa de Pablo Neruda; la obra completa de Jorge Luis Borges; la poesía completa de Dulce María Loynaz; los cuentos de Alfredo Bryce Echenique; la poesía completa de Mario Benedetti; las obras completas de César Vallejo; las obras maestras de Mario Vargas Llosa (La ciudad y los perros, La casa verde, Conversación en La Catedral, La guerra del fin del mundo, La fiesta del chivo, etc.), entre muchas otras.

## Literatura contemporánea
Se consideran obras importantes de la literatura contemporánea las novelas de Roberto Bolaño; los cuentos completos de Cristina Peri Rossi; las novelas de Fernando Vallejo; Corazón tan blanco y Mañana en la batalla piensa en mí de Javier Marías; la poesía completa de Giannina Braschi; los cuentos de Jorge Volpi; y Mala Onda de Alberto Fuguet, entre muchas otras.

## Literaturas nacionales
- Literatura de Argentina
- Literatura de Bolivia
- Literatura de Chile
- Literatura de Costa Rica
- Literatura de Colombia
- Literatura de Cuba
- Literatura de Ecuador
- Literatura de El Salvador
- Literatura de España
- Literatura de Estados Unidos en español
- Literatura de las Filipinas en español
- Literatura de Guinea Ecuatorial en español
- Literatura de Guatemala
- Literatura de Honduras
- Literatura de Marruecos en español
- Literatura de México
- Literatura de Nicaragua
- Literatura de Panamá
- Literatura de Paraguay
- Literatura del Perú
- Literatura de Puerto Rico
- Literatura de la República Dominicana
- Literatura de Uruguay
- Literatura de Venezuela
- Literatura hispanoamericana

## Premios Nobel de Literatura
| Premios Nobel |                        |      |           | |
| Imagen        | Escritor               | Año  | País      | Motivación |
|               | José de Echegaray      | 1904 | España    | «en reconocimiento a las numerosas y brillantes composiciones que, en una manera individual y original, han revivido las grandiosas tradiciones del drama español».                                                      |
|               | Jacinto Benavente      | 1922 | España    | «por la feliz manera en que ha continuado las tradiciones ilustres del drama español». |
|               | Gabriela Mistral       | 1945 | Chile     | «por su poesía lírica que, inspirada por poderosas emociones, ha convertido su nombre en un símbolo de las aspiraciones idealistas de todo el mundo latinoamericano».                                                    |
|               | Juan Ramón Jiménez     | 1956 | España    | «por su poesía lírica, que en idioma español constituye un ejemplo de elevado espíritu y pureza artística». |
|               | Miguel Ángel Asturias  | 1967 | Guatemala | «por sus logros literarios vivos, fuertemente arraigados en los rasgos nacionales y las tradiciones de los pueblos indígenas de América Latina».                                                                         |
|               | Pablo Neruda           | 1971 | Chile     | «por una poesía que con la acción de una fuerza elemental da vida al destino y los sueños de un continente». |
|               | Vicente Aleixandre     | 1977 | España    | «por una creativa escritura poética que ilumina la condición del hombre en el cosmos y en la sociedad actual, al mismo tiempo que representa la gran renovación de las tradiciones de la poesía española entre guerras». |
|               | Gabriel García Márquez | 1982 | Colombia  | «por sus novelas e historias cortas, en las que lo fantástico y lo real se combinan en un mundo ricamente compuesto de imaginación, lo que refleja la vida y los conflictos de un continente».                           |
|               | Camilo José Cela       | 1989 | España    | «por una prosa rica e intensa que con una compasión moderada forma una visión retadora de la vulnerabilidad del hombre».                                                                                                 |
|               | Octavio Paz            | 1990 | México    | «por una apasionada escritura con amplios horizontes, caracterizada por la inteligencia sensorial y la integridad humanística».                                                                                          |
|               | Mario Vargas Llosa     | 2010 | Perú      | «por su cartografía de las estructuras de poder y sus imágenes mordaces de la resistencia del individuo, la rebelión y la derrota».                                                                                      |

### Número de galardonados por país
El país con más ganadores del Premio Nobel de Literatura en español es España, seguido por Chile:
| País      | Número de galardonados |
| --------- | ---------------------- |
| España    | 5                      |
| Chile     | 2                      |
| Guatemala | 1                      |
| México    | 1                      |
| Colombia  | 1                      |
| Perú      | 1                      |